# Bistorta sherei
Bistorta sherei là một loài thực vật có hoa trong họ Rau răm. Loài này được H. Ohba & Akiyama mô tả khoa học đầu tiên năm 2002.